# Rihards Veide
Rihards Veide (né le 1er novembre 1991 à Valmiera) est un coureur cycliste letton, spécialiste du Bicycle motocross (BMX).

## Palmarès en BMX

### Jeux olympiques
- 2012
  - Participation aux quarts de finale en BMX

### Coupe du monde
- 2009 : 50e
- 2010 : 29e
- 2011 : 29e
- 2011 : 31e
- 2013 : 78e
- 2014 : 42e
- 2015 : 59e
- 2016 : 28e
- 2017 : 52e

### Championnats d'Europe
- 2012
  -  Médaillé d'argent en BMX

### Coupe d'Europe
- 2015 : 4e du classement général
- 2016 : 1er du classement général
- 2017 : 6e du classement général